# Ulochlaena minor
Ulochlaena minor là một loài bướm đêm trong họ Noctuidae.